# クラスターロケット

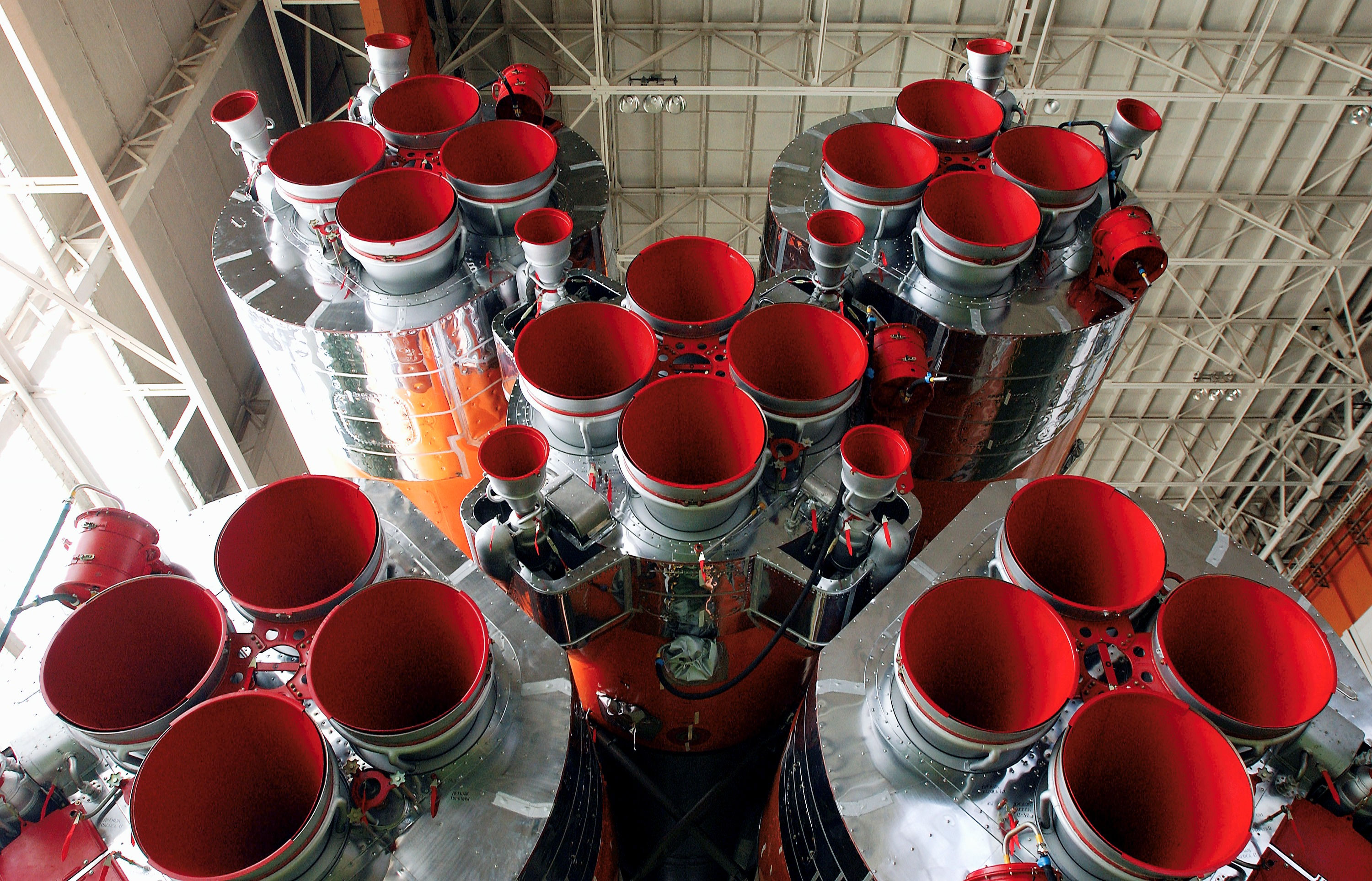
ソユーズのロケットエンジン

クラスターロケットとは、複数のロケットエンジンを束ねて構成されるロケット。

## 特徴

### 利点
大型のロケットエンジンを新たに開発する場合、燃焼室の振動などの問題を解決するための莫大な費用と時間が必要となるが、クラスター方式は手持ちの信頼性の高いエンジンを流用して推力を増やせる堅実な方法であり、ソ連がアメリカに先んじ、スプートニクやボストークの打ち上げを成功させる原動力となった。
単一のエンジンを使用したロケットと比べ、1つのエンジンに異常が起きた場合の影響が小さい点でも有利とされる。また、補助ブースターを用いて推力を補う方式と比較すると、（単一の制御モジュールにより全搭載エンジンを制御することで）制御系統とロケット全体構造の単純化、ひいてはロケット重量軽量化と設計の構造化をより進めることが可能となる。

### 欠点
エンジンの数が増えるにつれて推進軸線制御の難度も高まり、1段目に30基ものエンジンを持つN1ロケットではこの問題を解決できず、ソ連の有人月旅行計画自体も中止に追い込まれている。
このほか、新型ロケット・エンジンの開発機運がなかなか起きない気風が現場や所轄組織に根付きやすくなり、数世代に渡って開発者の育成にも悪影響を及ぼすことも懸念される。

## 採用例
旧ソ連のR-7（現在も直系の子孫であるソユーズロケットが使われている）が代表的なもので、1段目は5基のエンジン（ノズルは20個）を持つ。他のクラスターロケットには同じく旧ソ連製のプロトン（1段目に6基）やエネルギア（ソ連版スペースシャトル「ブラン」の打ち上げ用に4基プラス補助ブースター4基）アメリカのサターンIおよびIB（1段目に8基）や、スペースX社のファルコン9（1段目に9基）、ファルコンヘビー（1段目とブースターに計27基）、スターシップ（1段目スーパーヘビーに33基、2段目に6基）、ロケットラボ社（ニュージーランドと合同）のエレクトロン(1段目に9基)などがある。日本のロケットへの採用例としては、H-IIBロケットの1段目がLE-7Aエンジン2基を搭載していることからクラスターロケットに該当するほか、インターステラテクノロジズ社が開発中のZEROが1段目に9基のエンジンを搭載するクラスターロケットとなっている。

## クラスターロケットに関する作品
- ドキュメンタリー『コズミックフロント』シリーズ「旧ソ連 幻の宇宙計画 〜天才科学者コロリョフの見た夢〜」（NHK）
- ドキュメンタリー・ドラマ『宇宙へ 〜冷戦と二人の天才〜』（BBC、チャンネル1、National Geographic、NDR）。旧ソ連でのR-7、N-1開発の内幕について、セルゲイ・コロリョフの視点から描かれている。
- ドラマ『仮面ライダー555』 - 変身中の主人公が搭乗・操縦する架空バイク「ジェットスライガー」。あくまで地上走行のみの設定だが、後部にクラスターロケットを搭載している。
- 映画『王立宇宙軍 オネアミスの翼』 - 主人公が搭乗する軌道宇宙船「宇宙戦艦（有人人工衛星）」を衛星軌道に搬送する架空の有人宇宙飛行ロケット「宇宙軍・第4号ロケット」。全長35.3m、重量385t、3段式。1段目は5基のエンジン（ノズルは20個）を持つ。